# Ferești, Alba
Ferești este un sat în comuna Bucium din județul Alba, Transilvania, România.